# Anton Hardörfer
Anton Hardörfer (* 12. Juni 1890 in Fürth; † 21. Juni 1971 in Erkelenz) war ein deutscher Chorleiter und Musikpädagoge.

## Leben und Werk
Anton Hardörfer studierte Musik bei dem Komponisten, Musikforscher und Musikpädagogen Heinrich Schmidt (1861–1923).
1917 gründete er den nach ihm benannten Chor in Nürnberg und leitete diesen bis 1927. Er setzte sich mit diesem Chor besonders für die modernen a-capella-Werke ein. Von 1921 bis 1927 leitete er auch den Lehrergesangverein Fürth und wurde 1926 Dirigent des „Vereins für klassischen Chorgesang“ in Nürnberg.
Ab 1927 wirkte er als Lehrer für Chorgesang, Chordirigentenausbildung und Orchesterleitung an der Folkwangschule in Essen. Am 28. November 1937 beantragte er die Aufnahme in die NSDAP und wurde rückwirkend zum 1. Mai desselben Jahres aufgenommen (Mitgliedsnummer 5.605.257). Von 1943 bis 1956 stand er letztgenannter Institution als Direktor vor. 1947 wurde er zum Professor ernannt. Hardörfer wirkte auch am Staatlichen Prüfungsamt der Pädagogischen Hochschule Essen. Er war 1. Vorsitzender der „Ludwig-Weber-Gesellschaft“ in Essen. Zum 10. Todestag von Ludwig Weber schrieb Anton Hardörfer den Beitrag der Ludwig-Weber-Gesellschaft in der Jahresgabe 1958.